# Rutland Vale
Rutland Vale ist ein Ort auf der Insel St. Vincent, die dem Staat St. Vincent und die Grenadinen angehört. Der Ort liegt an der Westküste der Insel im Parish Saint Patrick.